# Język malimpung
Język malimpung – język austronezyjski używany w prowincji Celebes Południowy w Indonezji, we wsiach Malimpung, Sulili i Urung (kecamatan Patampanua, kabupaten Pinrang). Według danych z 1986 roku posługuje się nim 5 tys. ludzi.
Jest blisko spokrewniony z językami duri, enrekang i maiwa, ale wyróżnia się obfitością zapożyczeń z języka bugijskiego. Niegdyś był łączony bliżej z językiem bugijskim bądź wręcz klasyfikowany jako jego dialekt.
Nie wykształcił piśmiennictwa.